# The Real Housewives of Beverly Hills
The Real Housewives of Beverly Hills (abgekürzt RHOBH) ist eine US-amerikanische Reality-TV-Serie, die am 14. Oktober 2010 zum ersten Mal auf dem US-Fernsehsender Bravo ausgestrahlt wurde. Die Serie zeigt das private und berufliche Leben mehrerer bekannter Frauen, die in Beverly Hills wohnen. Die Serie startete als sechste Show des beliebten Franchises The Real Housewives, welches von Scott Dunlop entwickelt wurde und in Orange County seinen Ursprung fand.
Zu den prägenden Charakteren zählen Taylor Armstrong, Brandi Glanville, Camille Grammer, Yolanda Hadid, Adrienne Maloof, Kim Richards, Kyle Richards, Lisa Vanderpump, Erika Girardi, Lisa Rinna und Kathy Hilton. Bisher wurden zwölf Staffeln mit insgesamt über 250 Episoden der Serie produziert.

## Übersicht
The Real Housewives of Beverly Hills wurde im März 2010 angekündigt, ehe die erste Staffel am 14. Oktober 2010 ihre Premiere feierte. Zur Hauptbesetzung gehörten Kyle Richards, Adrienne Maloof, Lisa Vanderpump, Camille Grammer (später Meyer), Kim Richards und Taylor Armstrong. Im Jahr 2011 erhielt die Serie einen Critics Choice Award als beste Reality-Serie.
Am 5. September 2011 feierte die zweite Staffel Premiere, in der Brandi Glanville und Dana Wilkey als so genannte Freunde der Hausfrauen eingeführt wurden. Die zweite Staffel wurde nach dem Suizid von Taylor Armstrongs Ehemann Russel Armstrong am 15. August 2011, neu geschnitten. Camille Meyer verließ die Hauptbesetzung nach der zweiten Staffel.
Die dritte Staffel startete am 5. November 2012, wobei Brandi Glanville zur Hauptdarstellerin befördert und Yolanda Foster in die Serie aufgenommen wurde. Marisa Zanuck und Faye Resnick wurden als Freundinnen der Hausfrauen eingeführt. Auch Camille Meyer trat weiterhin als Freundin in der Serie in Erscheinung. Adrienne Maloof weigerte sich an der traditionellen Reunion (dt. Wiedersehen) am Ende der Staffel teilzunehmen, woraufhin auch ihre Rückkehr für die vierte Staffel ausgeschlossen wurde.
Die vierte Staffel feierte am 4. November 2013 Premiere und führte Carlton Gebbia und Joyce Giraud in die Hauptbesetzung ein. Taylor Armstrong kehrte ebenfalls für einen Gastauftritt zurück. Giraud und Gebbia wurden nach Ende der vierten Staffel nicht wieder eingeladen, Teil der Hauptbesetzung zu sein.
In der fünften Staffel stießen Lisa Rinna und Eileen Davidson als neue Hausfrauen zur Besetzung dazu. Adrienne Maloof, Camille Meyer und Taylor Armstrong waren ebenfalls in Gastauftritten zu sehen. Kim Richards und Brandi Glanville kehrten nach der fünften Staffel nicht mehr als Teil der Hauptbesetzung zurück.
Erika Jayne und Kathryn Edwards stießen in der sechsten Staffel zur Hauptbesetzung zu, die am 1. Dezember 2015 ihre Premiere feierte. Kim Richards, Camille Meyer, Taylor Armstrong, Faye Resnick, Adrienne Maloof und Brandi Glanville kehrten für Gastauftritte zurück. Zudem war Bethenny Frankel aus The Real Housewives of New York City in einem Gastauftritt zu sehen. Die Staffel war die letzte für Yolanda Foster und einzige Staffel für Kathryn Edwards, die beide die Serie nach der sechsten Staffel verließen.
Die siebte Staffel feierte am 6. Dezember 2016 mit der neuen Hausfrau Dorit Kemsley Premiere. Eden Sassoon trat zudem in einer wiederkehrenden Rolle auf, während Camille Meyer ebenfalls regelmäßig während der Staffel zu sehen war. Auch Kyle Richards' Schwester und langjähriges Mitglied der Hauptbesetzung Kim Richards kehrte als Freundin zurück.
Teddi Mellencamp Arroyave war als neue Hausfrau erstmals in der am 19. Dezember 2017 starteten siebten Staffel zu sehen. Alle Hausfrauen kehrten auch für die neunte Staffel zurück, die am 12. Februar 2019 ausgestrahlt wurde. Denise Richards stieß zur Hauptbesetzung dazu, während Kim Richards, Brandi Glanville und Faye Resnick als Freundin zur Show zurückkehrten. Noch vor Aufzeichnung der Reunion-Folge gab Lisa Vanderpump bekannt, nicht an der Aufzeichnung teilzunehmen und schrieb auf Twitter: „Das Ziel des Klassentreffens ist es, wieder zusammenzukommen, richtig? Und ich habe keine Lust, mich mit den Frauen zu treffen, die mich seit 10 Monaten belästigen.“ (orig. The objective of the reunion is to reunite, right? And I have no inclination to reunite with the women who've been harassing me for 10 months now.) Moderator Andy Cohen gab in der Show an, auch über Twitter erfahren zu haben, dass Vanderpump nicht an der Reunion teilnehmen wird. Kurz darauf wurde bestätigt, dass Vanderpump nicht zur Serie zurückkehren wird.
Garcelle Beauvais stieß in der zehnten Staffel, die am 15. April 2020 Premiere feierte, zur Hauptbesetzung dazu. Sutton Stracke debütierte ebenfalls in der Show, als eine Freundin der Hausfrauen. Im September 2020 gaben Denise Richards und Teddi Mellencamp bekannt, nicht für die elfte Staffel zurückzukehren.
Als Nachfolgerinnen für Richards und Mellencamp wurden Crystal Kung Minkoff, Ehefrau des Regisseurs Rob Minkoff, und Sutton Strake zur Hauptbesetzung der Show aufgenommen. Zudem trat Kathy Hilton, Schwester von Kyle Richards, als Freundin der Hausfrauen in Erscheinung, nachdem sie seit Beginn der Serie nur sporadisch zu sehen gewesen ist. Auch Teddie Mellencamp hatte einen Gastauftritt in der Staffel.
Am 11. Mai 2022 kehrte die gesamte Besetzung der elften Staffel auch für die zwölfte Staffel zurück. Zudem war auch Diana Jenkins als neue Hausfrau an Bord und Sheree Zampino als Freundin der Hausfrauen zu sehen. Nachdem ein Streit zwischen Lisa Rinna und Kathy Hilton in der Reunion eskalierte, wurde bekannt, dass Rinna nicht in der dreizehnten Staffel zurückkehren wird. Zudem gab Diana Jenkins ihren Ausstieg der Show bekannt.
Im April 2023 gab Denise Richards bekannt, dass sie für die dreizehnte Staffel in einer Gastrolle zurückkehren wird.

## Besetzung

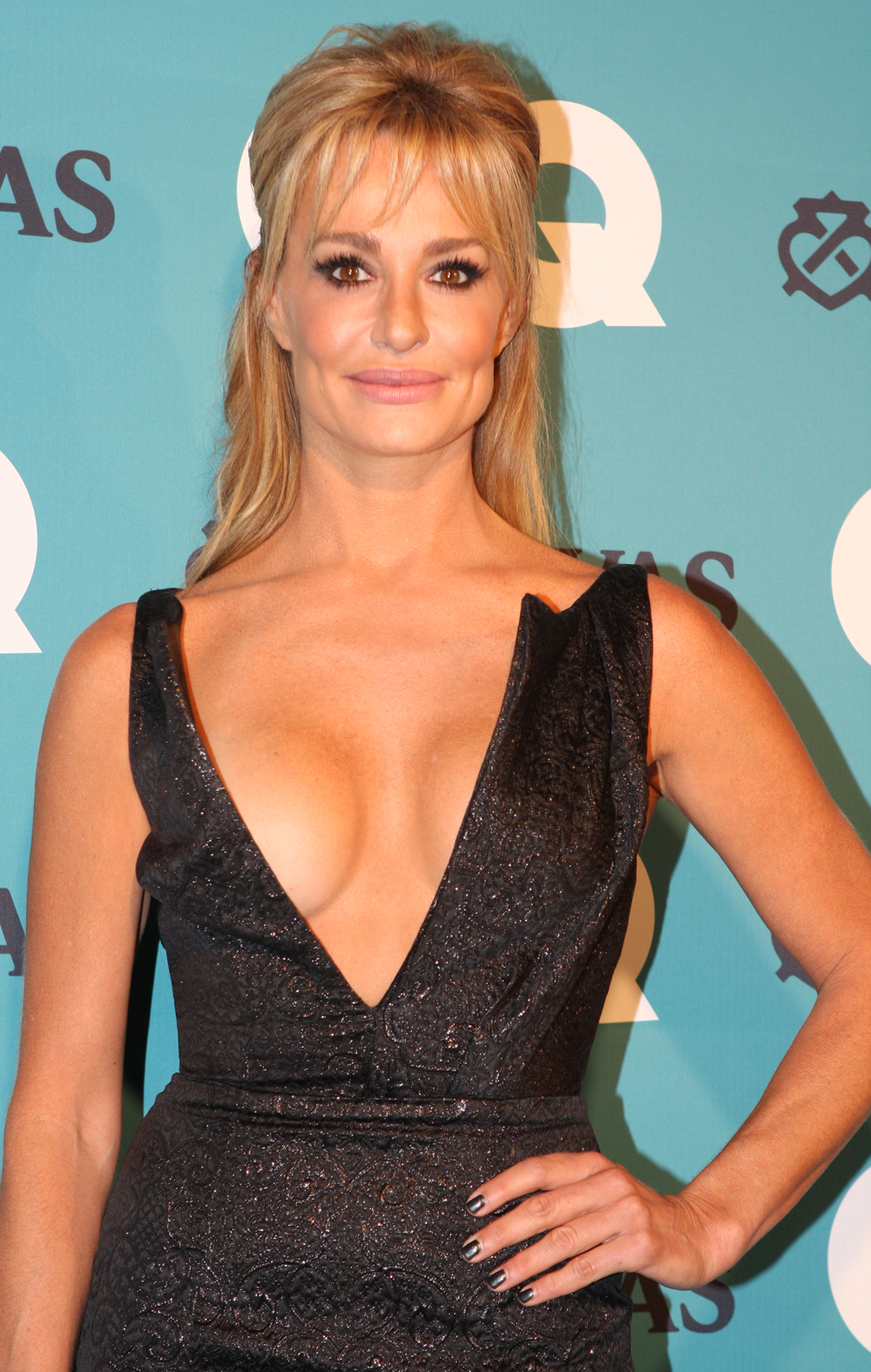
Taylor Armstrong
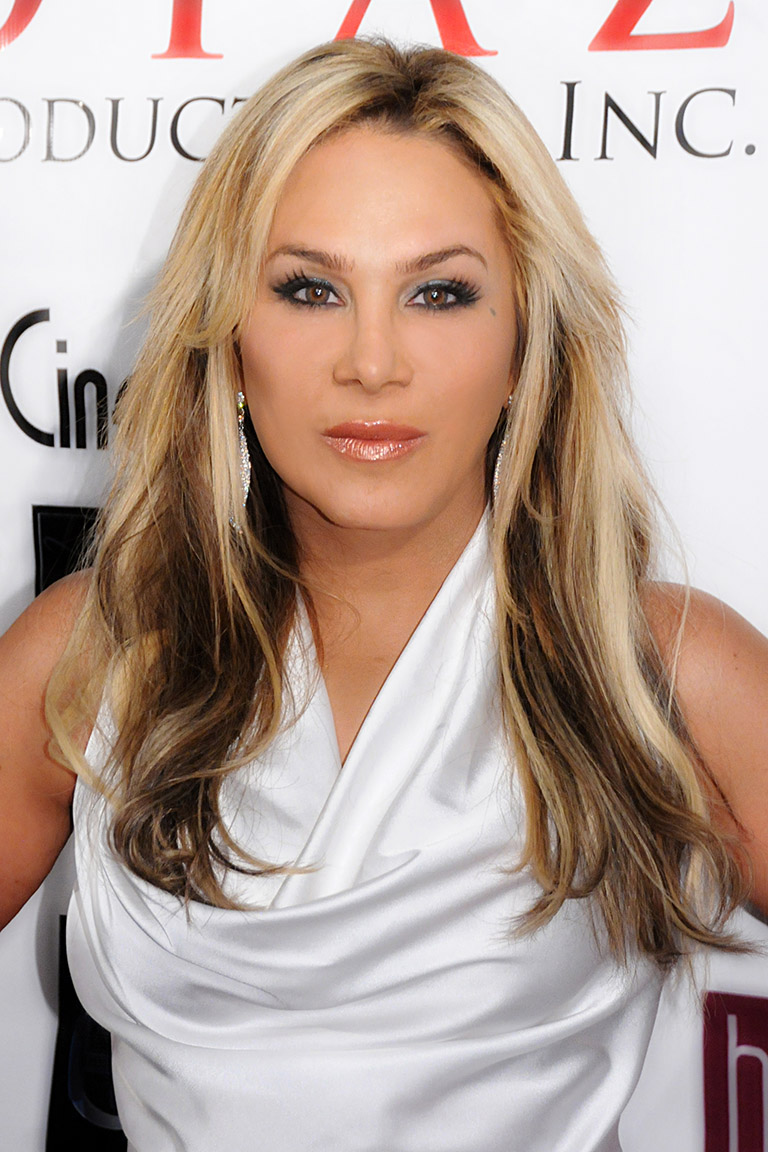
Adrienne Maloof
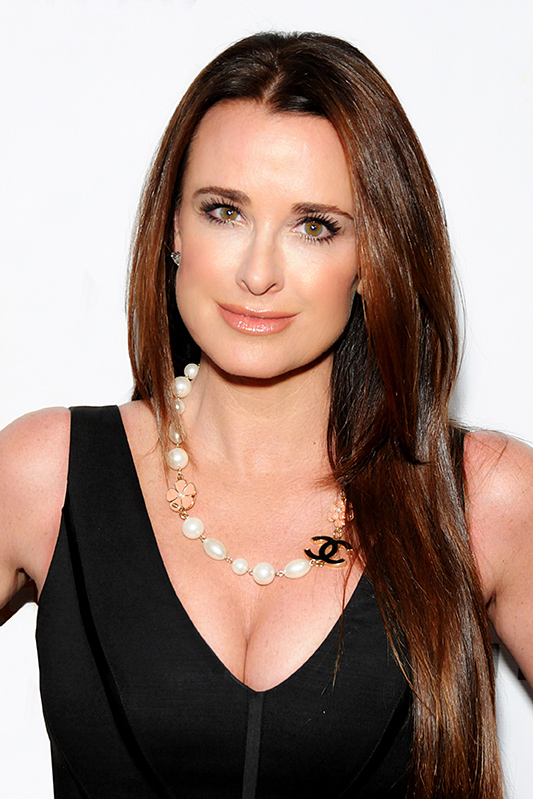
Kyle Richards
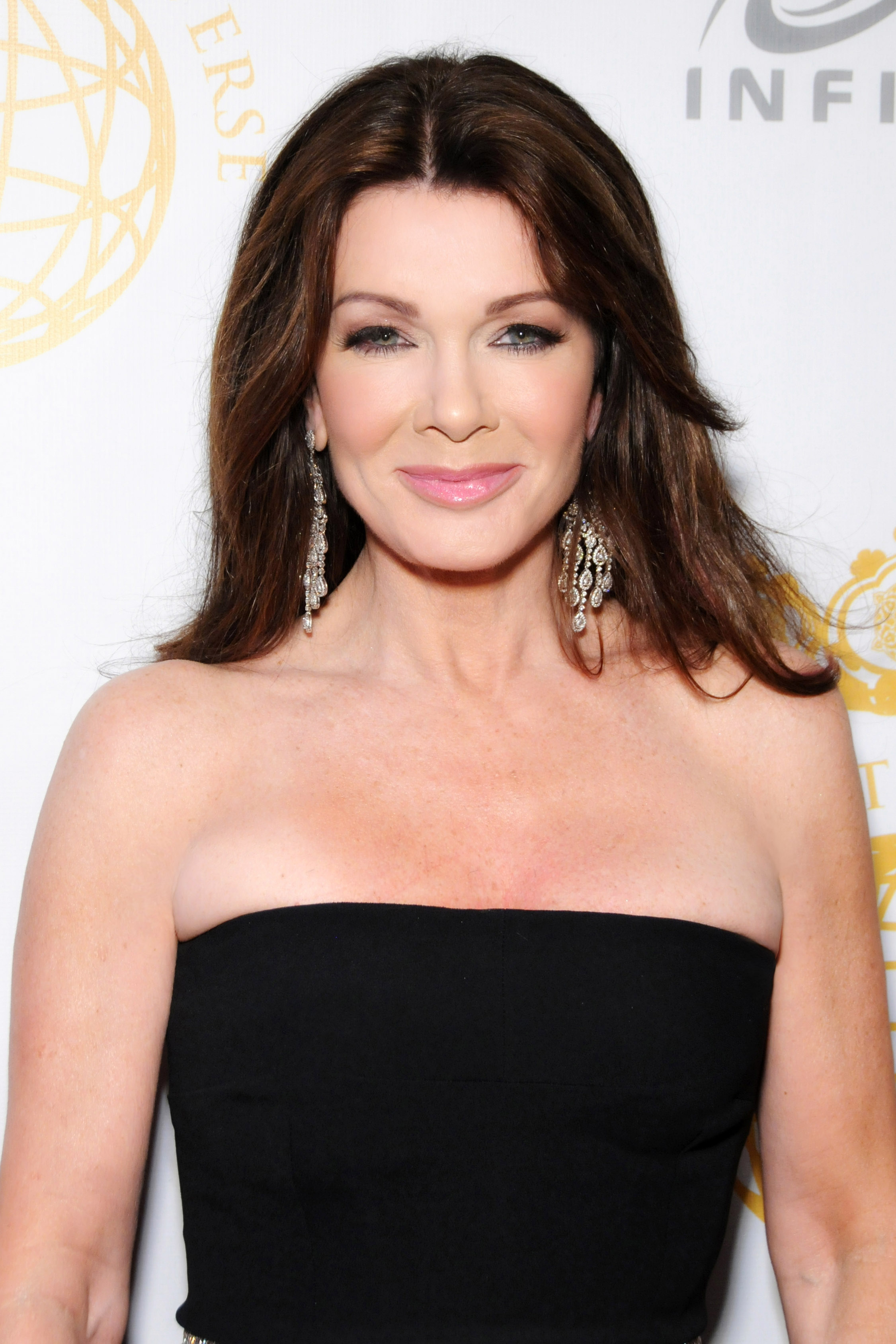
Lisa Vanderpump
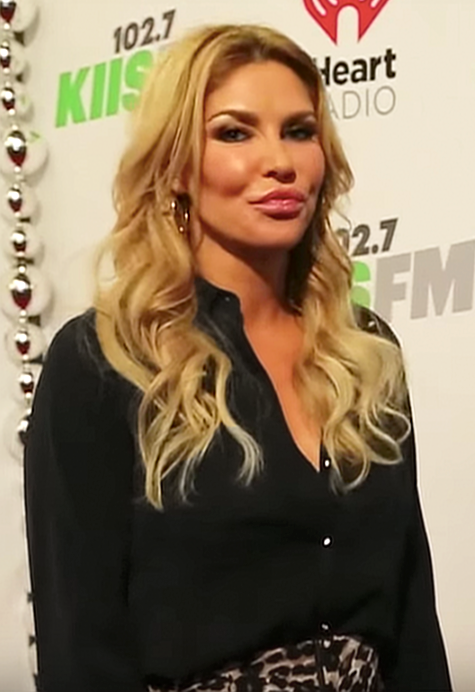
Brandi Glanville
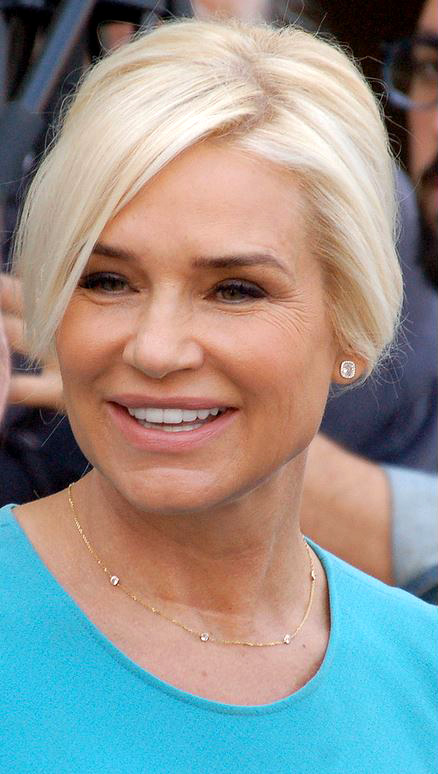
Yolanda Hadid
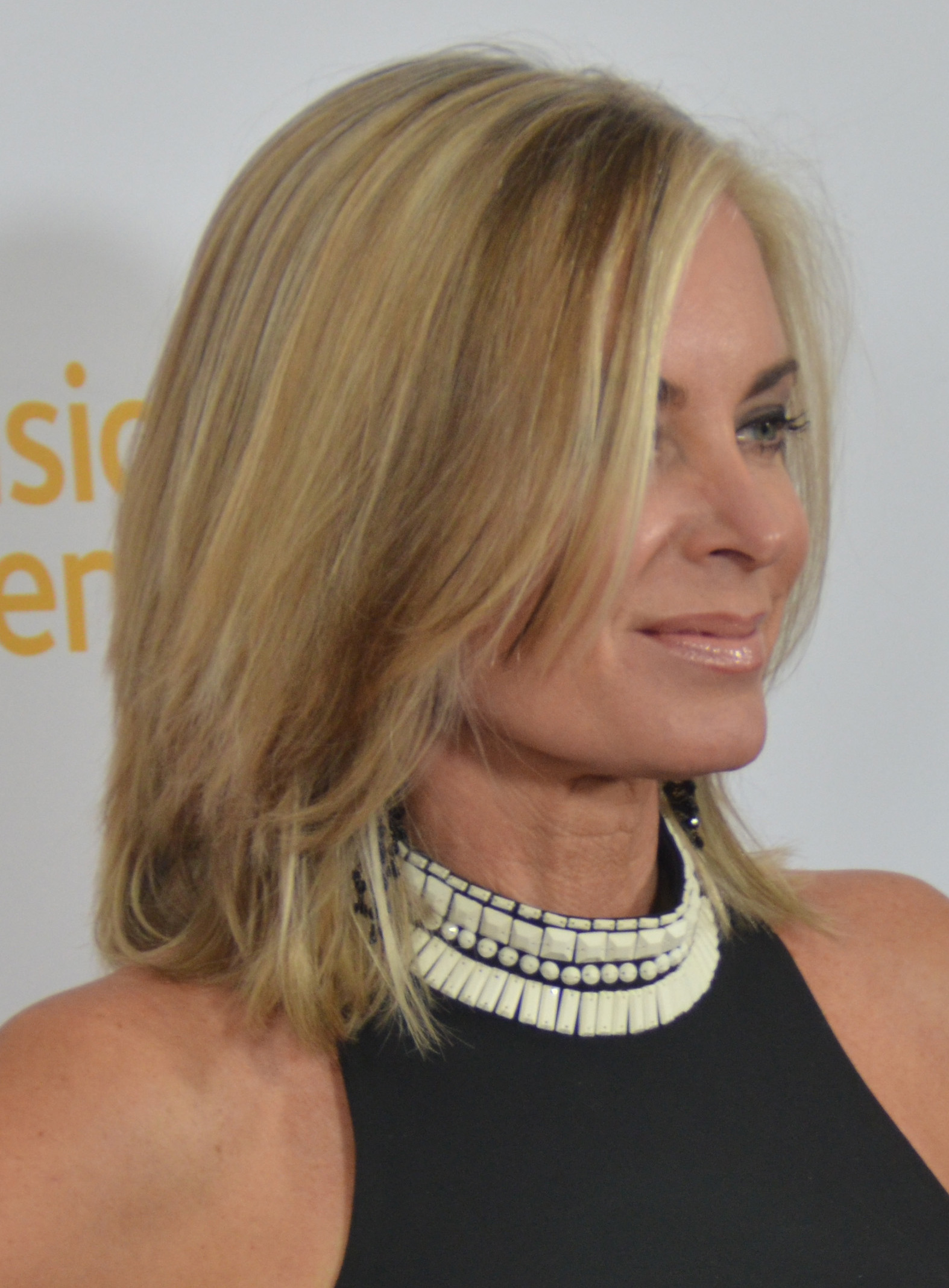
Eileen Davidson
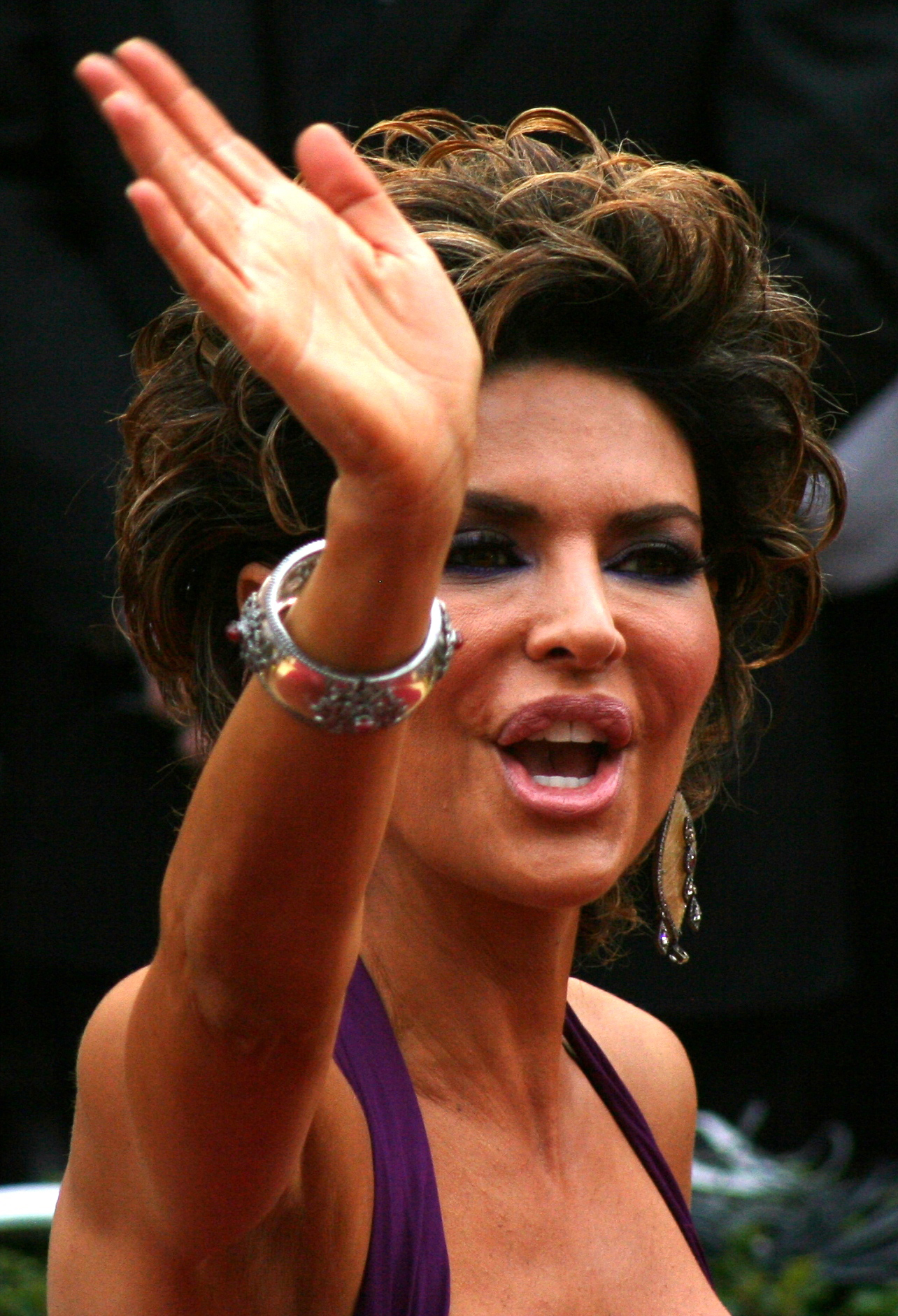
Lisa Rinna
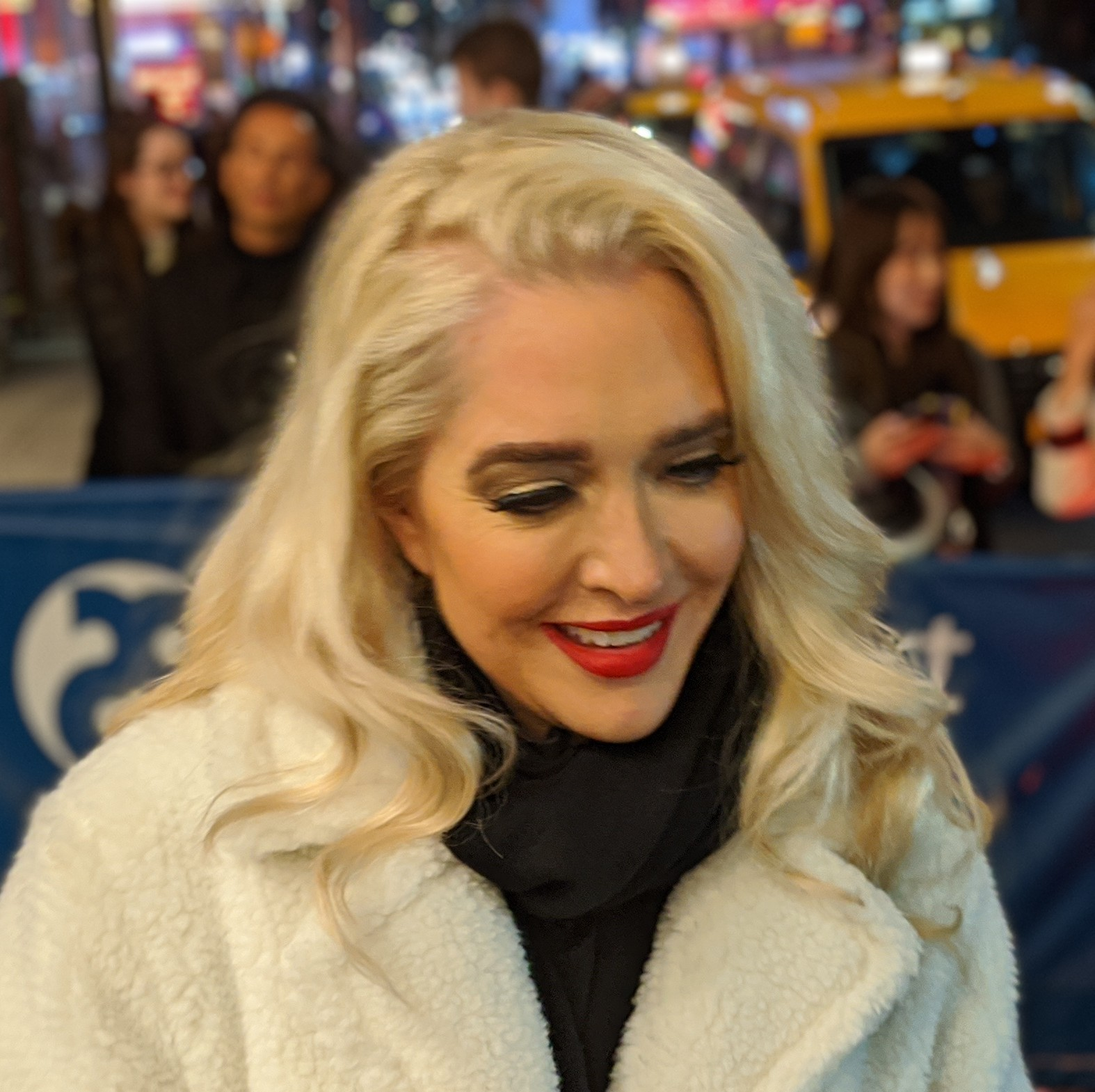
Erika Jayne
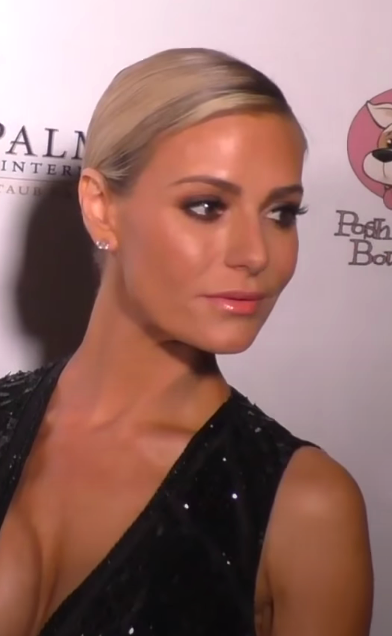
Dorit Kemsley
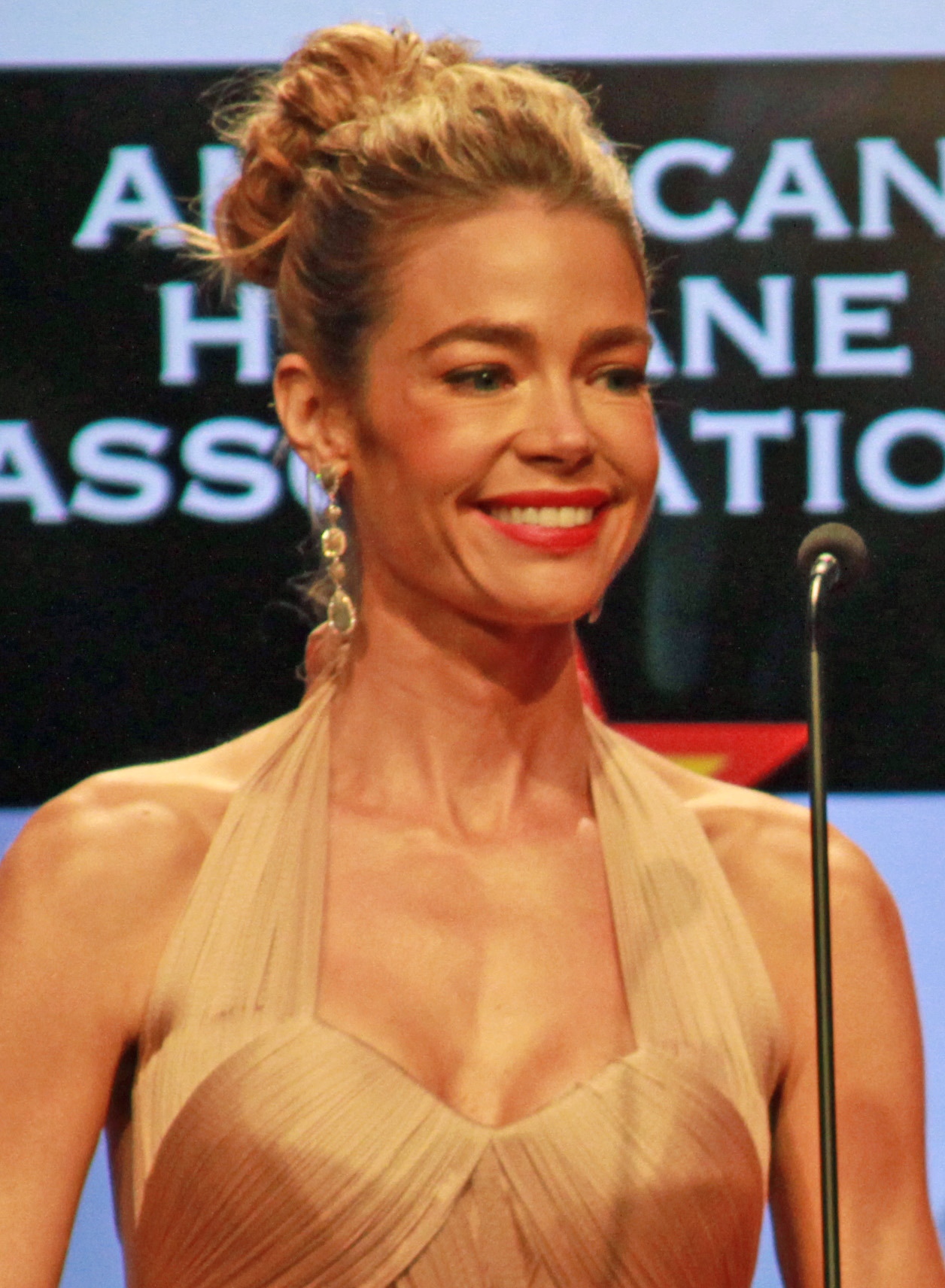
Denise Richards
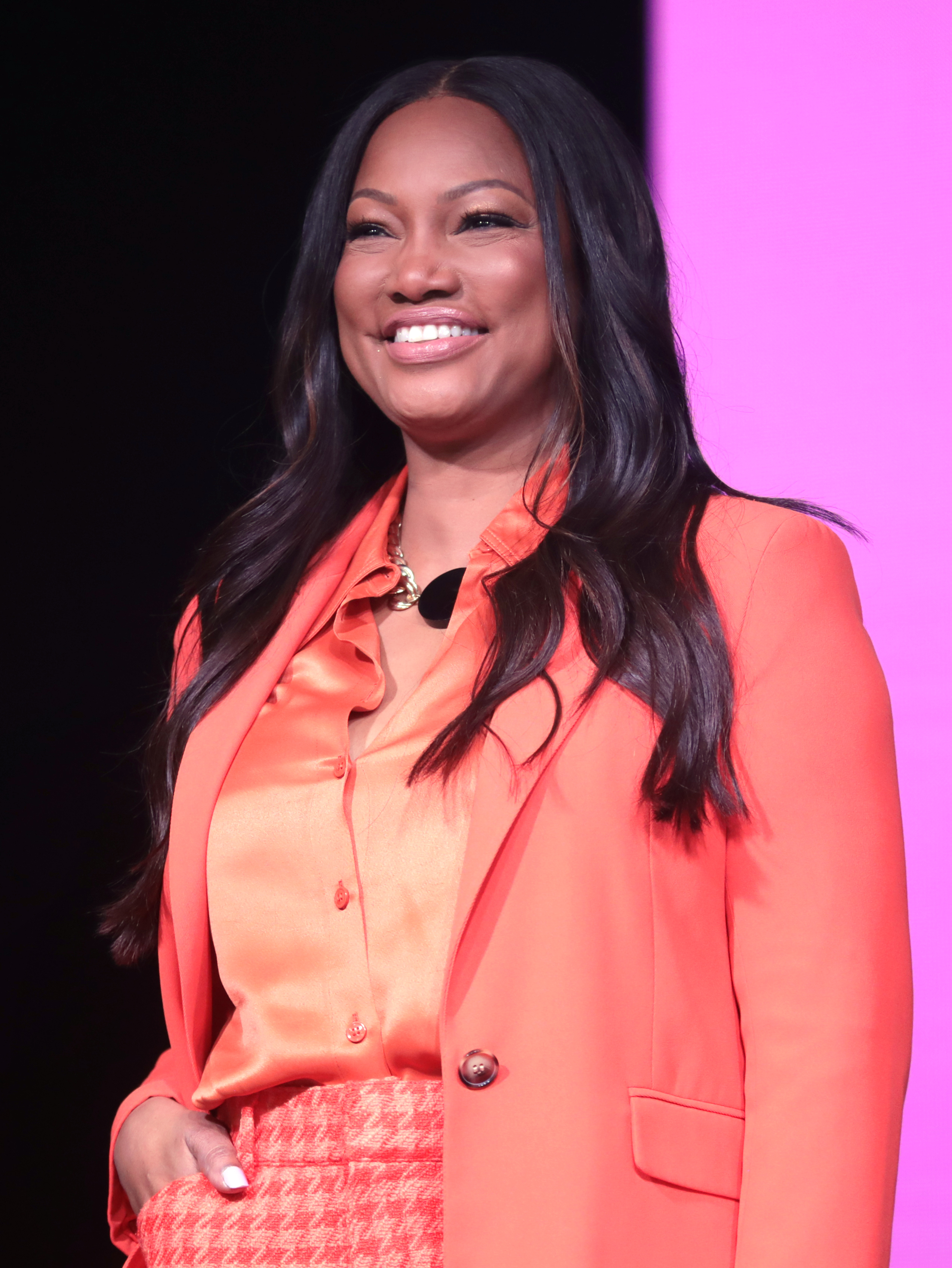
Garcelle Beauvais
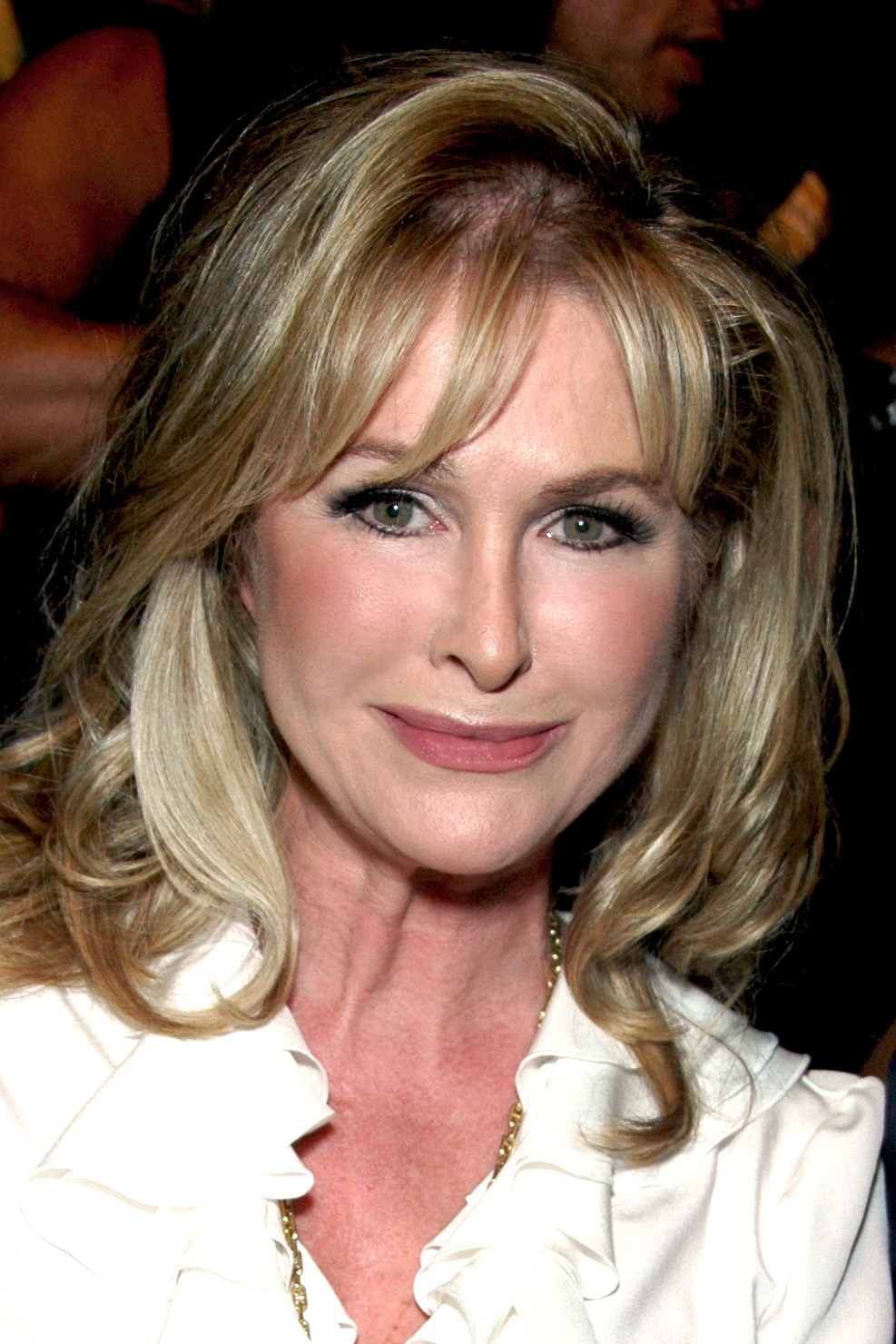
Kathy Hilton

Legende
| Name                      | Staffel                    | Staffel | Staffel | Staffel | Staffel | Staffel | Staffel | Staffel | Staffel | Staffel | Staffel | Staffel | Staffel | Staffel |
| Name                      | 1                          | 2       | 3       | 4       | 5       | 6       | 7       | 8       | 9       | 10      | 11      | 12      | 13      | 14      |
| ------------------------- | -------------------------- | ------- | ------- | ------- | ------- | ------- | ------- | ------- | ------- | ------- | ------- | ------- | ------- | ------- |
| Kyle Richards             |                            |         |         |         |         |         |         |         |         |         |         |         |         |         |
| Lisa Vanderpump           |                            |         |         |         |         |         |         |         |         |         |         |         |         |         |
| Kim Richards              |                            |         |         |         |         |         |         |         |         |         |         |         |         |         |
| Taylor Armstrong          |                            |         |         |         |         |         |         |         |         |         |         |         |         |         |
| Adrienne Maloof           |                            |         |         |         |         |         |         |         |         |         |         |         |         |         |
| Camille Grammer           |                            |         |         |         |         |         |         |         |         |         |         |         |         |         |
| Brandi Glanville          |                            |         |         |         |         |         |         |         |         |         |         |         |         |         |
| Yolanda Hadid             |                            |         |         |         |         |         |         |         |         |         |         |         |         |         |
| Carlton Gebbia            |                            |         |         |         |         |         |         |         |         |         |         |         |         |         |
| Joyce Giraud de Ohoven    |                            |         |         |         |         |         |         |         |         |         |         |         |         |         |
| Lisa Rinna                |                            |         |         |         |         |         |         |         |         |         |         |         |         |         |
| Eileen Davidson           |                            |         |         |         |         |         |         |         |         |         |         |         |         |         |
| Erika Jayne               |                            |         |         |         |         |         |         |         |         |         |         |         |         |         |
| Kathryn Edwards           |                            |         |         |         |         |         |         |         |         |         |         |         |         |         |
| Dorit Kemsley             |                            |         |         |         |         |         |         |         |         |         |         |         |         |         |
| Teddi Mellencamp Arroyave |                            |         |         |         |         |         |         |         |         |         |         |         |         |         |
| Denise Richards           |                            |         |         |         |         |         |         |         |         |         |         |         |         |         |
| Garcelle Beauvais         |                            |         |         |         |         |         |         |         |         |         |         |         |         |         |
| Sutton Stracke            |                            |         |         |         |         |         |         |         |         |         |         |         |         |         |
| Crystal Kung Minkoff      |                            |         |         |         |         |         |         |         |         |         |         |         |         |         |
| Diana Jenkins             |                            |         |         |         |         |         |         |         |         |         |         |         |         |         |
| Annemarie Wiley           |                            |         |         |         |         |         |         |         |         |         |         |         |         |         |
| Bozoma Saint John         |                            |         |         |         |         |         |         |         |         |         |         |         |         |         |
|                           | Freundinnen der Hausfrauen |         |         |         |         |         |         |         |         |         |         |         |         |         |
| Dana Wilkey               |                            |         |         |         |         |         |         |         |         |         |         |         |         |         |
| Faye Resnick              |                            |         |         |         |         |         |         |         |         |         |         |         |         |         |
| Kathy Hilton              |                            |         |         |         |         |         |         |         |         |         |         |         |         |         |
| Marisa Zanuck             |                            |         |         |         |         |         |         |         |         |         |         |         |         |         |
| Eden Sassoon              |                            |         |         |         |         |         |         |         |         |         |         |         |         |         |
| Sheree Zampino            |                            |         |         |         |         |         |         |         |         |         |         |         |         |         |
| Jennifer Tilly            |                            |         |         |         |         |         |         |         |         |         |         |         |         |         |

## Rezeption
2014 traten Mitglieder der Besetzung der vierten Staffel in dem Musikvideo des Liedes G.U.Y. von Lady Gaga auf
Ebenfalls 2014 waren Camille Grammer, Kyle Richards und Brandi Glanville als eigene Parodien in dem Film The Hungover Games zu sehen.
2019 wurde ein Ausschnitt aus der Folge Malibu Beach Party from Hell der zweiten Staffel als Meme Woman yelling at a cat (Frau schreit eine Katze an) verbreitet. Zu sehen waren Taylor Armstrong und Kyle Richards, gefolgt von dem Bild einer Katze, die an einem Esstisch sitzt. Später wurde dieses Meme bei den Shorty Awards 2020 zum Meme des Jahres gekürt, wobei Armstrong den Preis virtuell entgegennahm.
Im Jahr 2021 trat Brandi Glanville zusammen mit Real Housewives of Atlanta-Star Kenya Moore und The Real Housewives of Potomac-Star Candiace Dillard Bassett in einer Parodie des Franchise in einer Show namens Family Reunion auf.